# Marcus Pompeius Macrinus Neos Theophanes
Marcus Pompeius Macrinus Neos Theophanes war ein römischer Senator des 2. Jahrhunderts n. Chr. 
Macrinus stammte aus Mytilene und führte seinen Stammbaum auf Theophanes von Mytilene zurück, einen Freund des Gnaeus Pompeius Magnus, der 62 v. Chr. das römische Bürgerrecht erhielt. Macrinus nahm den Beinamen „Neos Theophanes“ an, um sich von seinem Ahnherrn abzugrenzen. Über sein Leben und seine Ämterlaufbahn informieren zwei Ehreninschriften aus Mytilene und Tegea.
Geboren vermutlich unter Kaiser Nero vor 60, begann Macrinus seine Laufbahn unter Kaiser Domitian als quattuorvir viarum curandarum, ein Amt, das oft Rittern übertragen wurde und die Verantwortung für die Straßenpflege umfasste. Anschließend war er quaestor pro praetore (Finanzbeamter) in Bithynia et Pontus um 98/100, Volkstribun, Praetor und curator viae Latinae, wo er die Instandhaltung der Via Latina verwaltete. Danach kommandierte er die Legio VI Victrix in Germania inferior und verwaltete von 110 bis 113 als prätorischer Statthalter die Provinz Cilicia. Unter Kaiser Trajan war er Prokonsul von Sizilien 113/114 und 115 Suffektkonsul. Um 130 war er Prokonsul von Africa. Zudem war er Mitglied der sodales Augustales und der quindecimviri sacris faciundis.
Über Familie, Tod oder weitere Lebensschicksale geben die Inschriften keine Auskunft. Die tegeatische Inschrift stammt aus der Zeit zwischen 116 und Trajans Tod 117, die Inschrift aus Mytilene bricht beim Legionskommando ab. Möglicherweise war Marcus Pompeius Macrinus Theophanes sein Sohn.